# Campeonato Canadense de Futebol de 2012
O Campeonato Canadense de Futebol 2012 ou 2012 Nutrilite Canadian Championship, foi a 5ª edição do campeonato nacional. O campeão foi o Toronto FC, que ganhou o direito de disputar a Liga dos Campeões da CONCACAF de 2012-13. 

## Histórico
Para a edição de 2012, foram mantidos os times - Toronto FC, Vancouver Whitecaps, Montreal Impact, FC Edmonton - e as mudanças de regulamento feitas no ano anterior e houve a alteração de liga do Montreal Impact.

### Mudança de liga do Montreal Impact
A partir da edição de 2012, o Montreal Impact não participa mais do campeonato como representante da USL First Division e, sim, como representante da Major League Soccer (MLS), liga da qual agora faz parte.

## Classificação

### Semifinais
|  | Semifinais | Semifinais          | Semifinais | Semifinais |   |  | Final               | Final | Final | Final |
|  |            |                     |            |            |   |  |                     |       |       |       |
|  | 1          | Montreal Impact     | 0          | 0          |   |  |                     |       |       |       |
|  | 4          | Toronto FC          | 0          | 2          |   |  |                     |       |       |       |
|  |            |                     |            |            |   |  | Vancouver Whitecaps | 1     | 0     |       |
|  |            |                     | Toronto FC | 1          | 1 |  |                     |       |       |       |
|  | 2          | FC Edmonton         | 0          | 1          |   |  |                     |       |       |       |
|  | 3          | Vancouver Whitecaps | 2          | 3          |   |  |                     |       |       |       |

#### Partida de ida
| 2 de Maio   | Montreal Impact | 0 – 0     | Toronto FC | Estádio Olímpico de Montreal, Montreal, Quebec |
| 20:00 UTC−5 |                 | Relatório |            | Público: 13 405 Árbitro: CAN Paul Ward         |

| 2 de Maio   | FC Edmonton | 0 – 2     | Vancouver Whitecaps     | Estádio Commonwealth, Edmonton, Alberta        |
| 20:00 UTC−6 |             | Relatório | Hassli 19' · Harris 41' | Público: 2 777 Árbitro: CAN Carol Anne Chenard |

#### Partida de volta
| 9 de Maio   | Toronto FC             | 2 – 0     | Montreal Impact | BMO Field, Toronto, Ontario              |
| 20:00 UTC−4 | Lambe 2' · Johnson 38' | Relatório |                 | Público: 15 016 Árbitro: CAN Dave Gantar |

| 9 de Maio   | Vancouver Whitecaps               | 3 – 1     | FC Edmonton | BC Place, Vancouver, Colúmbia Britânica   |
| 23:00 UTC−4 | Le Toux 75', 87' · Mattocks 90+3' | Relatório | Pinto 54'   | Público: 15 011 Árbitro: CAN Geoff Gamble |

### Finais

#### Partida de ida
| 16 de Maio  | Vancouver Whitecaps | 1 – 1     | Toronto FC  | BC Place, Vancouver, Colúmbia Britânica   |
| 19:00 UTC−8 | Hassli 90+1'        | Relatório | Johnson 66' | Público: 14 878 Árbitro: CAN Drew Fischer |

#### Partida de volta
| 23 de Maio  | Toronto FC | 1 – 0     | Vancouver Whitecaps | BMO Field, Toronto, Ontario                  |
| 20:00 UTC-4 | Lambe 83'  | Relatório |                     | Público: 13 777 Árbitro: CAN Silviu Petrescu |

## Premiação
| Campeonato Canadense de Futebol Campeão 2012 |
| -------------------------------------------- |
| Ontário                                      |
| Toronto FC Quarto Título                     |

## Artilheiro
| Jogador           | Equipe              | Gols |
| ----------------- | ------------------- | ---- |
| Sébastien Le Toux | Vancouver Whitecaps | 2    |
| Eric Hassli       | Vancouver Whitecaps | 2    |
| Ryan Johnson      | Toronto FC          | 2    |
| Reggie Lambe      | Toronto FC          | 2    |
| Darren Mattocks   | Vancouver Whitecaps | 1    |
| Atiba Harris      | Vancouver Whitecaps | 1    |
| Yashir Pinto      | FC Edmonton         | 1    |